# منطقه کشتار (سینما)
منطقه کشتار (به انگلیسی: Kill Zone) همچنین با عنوان: اس پی ال: شا پو لانگ (به انگلیسی: SPL: Sha Po Lang) نیز شناخته می‌شود. یک فیلم سینمایی هنگ کنگی در ژانر اکشن محصول سال ۲۰۰۵ به کارگردانی ویلسون ییپ است.  
بازیگران اصلی این فیلم دانی ین، سامو هونگ و سیمون یام هستند. این فیلم در تاریخ ۱۸ نوامبر ۲۰۰۵ در هنگ کنگ اکران شد. 

## دنباله
منطقه کشتار ۲ (۲۰۱۵)
پارادوکس (فیلم ۲۰۱۷)

## خلاصه داستان
"چن" کارآگاه کهنه کار پلیس است که در انتهای دوران حرفه‌ای خود قرار دارد. او مراقبت از دختری که شاهد قتل بوده را به عهده می‌گیرد که به طرز وحشیانه‌ای توسط رئیس تبهکاران "پو" به قتل رسیده است. از طرفی "ما" استاد هنرهای رزمی مسئول رسیدگی به رئیس تبهکاران‌ می‌شود...  